# Brachystoma fuscipennis
Brachystoma fuscipennis är en tvåvingeart som beskrevs av Saigusa 1963. Brachystoma fuscipennis ingår i släktet Brachystoma och familjen Brachystomatidae. Inga underarter finns listade i Catalogue of Life.